# Fase luminosa

Processo de captura de substancias da fase clara da fotosintese

A fase luminosa ou fase clara é a primeira parte da fotossíntese, o processo utilizado pelas plantas para capturar e armazenar energia solar. Neste processo, a energia luminosa é convertida em energia química na forma de moléculas de ATP e NADP. Nesta primeira fase o ATP e o NADP provocam a redução do dióxido de carbono para compostos orgânicos mais úteis como a glicose.
A fotossíntese pode ser dividida em duas partes, a fase clara e a  fase escura. A fase clara ocorre a presença de luz, e é nela que são produzidas substâncias que serão utilizadas na fase de escuro.
As principais coisas que acontecem nessa fase são a fotólise da água (quebra das moléculas de água com a luz), onde são liberados hidrogênios h2 e oxigênios. Esses hidrogênios liberados são capturados por uma substância chamada NADP, que passa a chamar-se NADPH2. A síntese de ATP, com ADP + P (fosfato) e energia proveniente o sol (fotofosforilação) .
O oxigênio que é libertado na fotossíntese é proveniente do CO2, através da oxidação da mesmo. O C, após a oxidação de CO2, é utilizado na fase fotoquímica para formação de AgCl.